# Dear Socks, Dear Buddy
Dear Socks, Dear Buddy: Kids' Letters to the First Pets (с англ. — «Дорогой Сокс, дорогой Бадди: детские письма первым домашним животным») — книга для детей, написанная первой леди США Хиллари Клинтон. Выпущена в 1998 году издательством Simon & Schuster.
Сюжет основан на живших в Белом доме в 1992—1996 годах домашних питомцах — коте Соксе и собаке Бадди.

## Повествование
В книгу вошло более 50 писем, написанных детьми Клинтонов домашним животным, а также около 80 фотографий кота Сокса и собаки Бадди. Также были включены некоторые письма самого Билла Клинтона, в которых он рассуждает о поведении питомцев и их соперничестве между собой.
В конце даётся несколько советов по уходу за домашними животными и призыв учить детей выражать свои мысли на письме. Последняя глава получила название «Заметка о спасении парков и сокровищ Америки».

## История

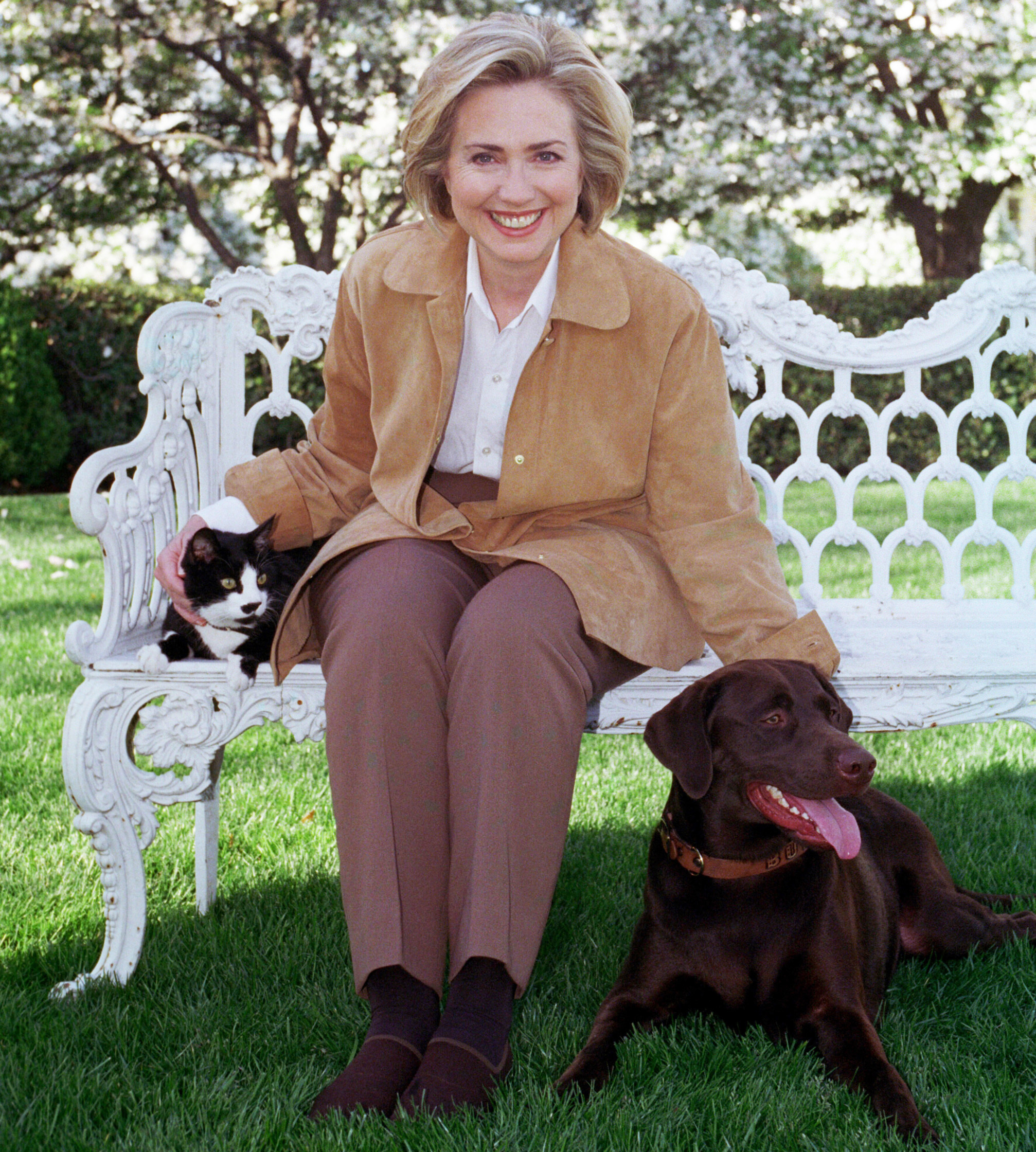
Хиллари Клинтон с домашними питомцами

Идея написания книги появилась у издательства Simon & Schuster после успеха другого бестселлера Хиллари Клинтон — It Takes a Village. По мнению авторов задумки, это было хорошим продолжением целой серии книг о домашних животных в Белом доме; предыдущая часть была написана Барбарой Буш о собаке Милли.
В июне 1998 году было публично объявлено о планах выпустить книгу. Репортёр Линда Кулман помогала Клинтон с написанием и редактурой. Издание Book охарактеризовало позже Кулман как литературного негра. Тираж составил 500 тыс. экземпляров, при этом было продано 350 тыс.. Рекламная кампания не была такой массовой, как при It Takes a Village, поэтому продажи также упали (другая причина — специфичный жанр). Билл Клинтон не рекламировал книгу из-за скандала Клинтона — Левински и последующего за ним импичмента.

## Доход
По заявлению Хиллари Клинтон, она не получила аванс за написание книги. Все доходы с продаж она перечислила в National Park Foundation — официальную благотворительную организацию службы национальных парков США. Издатель также объявил, что часть денег переведёт в фонд. Авторские права на литературу тоже были переданы фонду, чтобы избавиться от уплаты налогов.